# Rhymogona serrata
Rhymogona serrata är en mångfotingart som först beskrevs av H. Bigler 1912.  Rhymogona serrata ingår i släktet Rhymogona och familjen knöldubbelfotingar. Inga underarter finns listade i Catalogue of Life.